# Miguel García Tébar
Miguel Ángel García Tébar (Albacete, España, 26 de septiembre de 1979), conocido como Miguel García, es un exfutbolista español. Jugó de centrocampista de corte defensivo. El 24 de octubre de 2010 sufrió un paro cardíaco en el partido entre la U. D. Salamanca y el Real Betis, lo que anticipó su retirada del fútbol profesional.
Miguel se recuperó del grave percance gracias a los desfibriladores que la LFP obligó a tener en todos los estadios de fútbol de Primera y Segunda división tras la muerte de Antonio Puerta.

## Clubes y estadísticas
- Actualizado el 24 de octubre de 2010

| Club                | País   | Año       | División           | Part. | Goles |
| ------------------- | ------ | --------- | ------------------ | ----- | ----- |
| Albacete Balompié   | España | 1998-1999 | Segunda División   | 1     | 0     |
| Albacete Balompié B | España | 1998-1999 | Tercera División   | -     | -     |
| Albacete Balompié   | España | 1999-2000 | Segunda División   | 3     | 0     |
| Albacete Balompié B | España | 1999-2000 | Tercera División   | -     | -     |
| Albacete Balompié B | España | 2000-2001 | Tercera División   | -     | -     |
| Albacete Balompié   | España | 2001-2002 | Segunda División   | 12    | 0     |
| Real Zaragoza B     | España | 2002-2003 | Segunda División B | 33    | 4     |
| Real Zaragoza B     | España | 2003-2004 | Segunda División B | 19    | 2     |
| SD Ponferradina     | España | 2004-2005 | Segunda División B | 36    | 4     |
| CD Castellón        | España | 2005-2006 | Segunda División   | 32    | 0     |
| Cádiz CF            | España | 2006-2007 | Segunda División   | 31    | 4     |
| Cádiz CF            | España | 2007-2008 | Segunda División   | 14    | 1     |
| UD Las Palmas       | España | 2008-2009 | Segunda División   | 32    | 0     |
| UD Las Palmas       | España | 2009-2010 | Segunda División   | 31    | 1     |
| UD Las Palmas       | España | 2009-2010 | Copa del Rey       | 1     | 0     |
| UD Salamanca        | España | 2010      | Segunda División   | 8     | 1     |